# Microcosmus santoensis
Microcosmus santoensis är en sjöpungsart som beskrevs av Monniot, F. 2003. Microcosmus santoensis ingår i släktet Microcosmus och familjen lädermantlade sjöpungar. Inga underarter finns listade i Catalogue of Life.